# Haval F5
Haval F5 — компактний кросовер, що випускався китайським виробником Great Wall Motor з 2018 по 2020 рік.

## Перше покоління

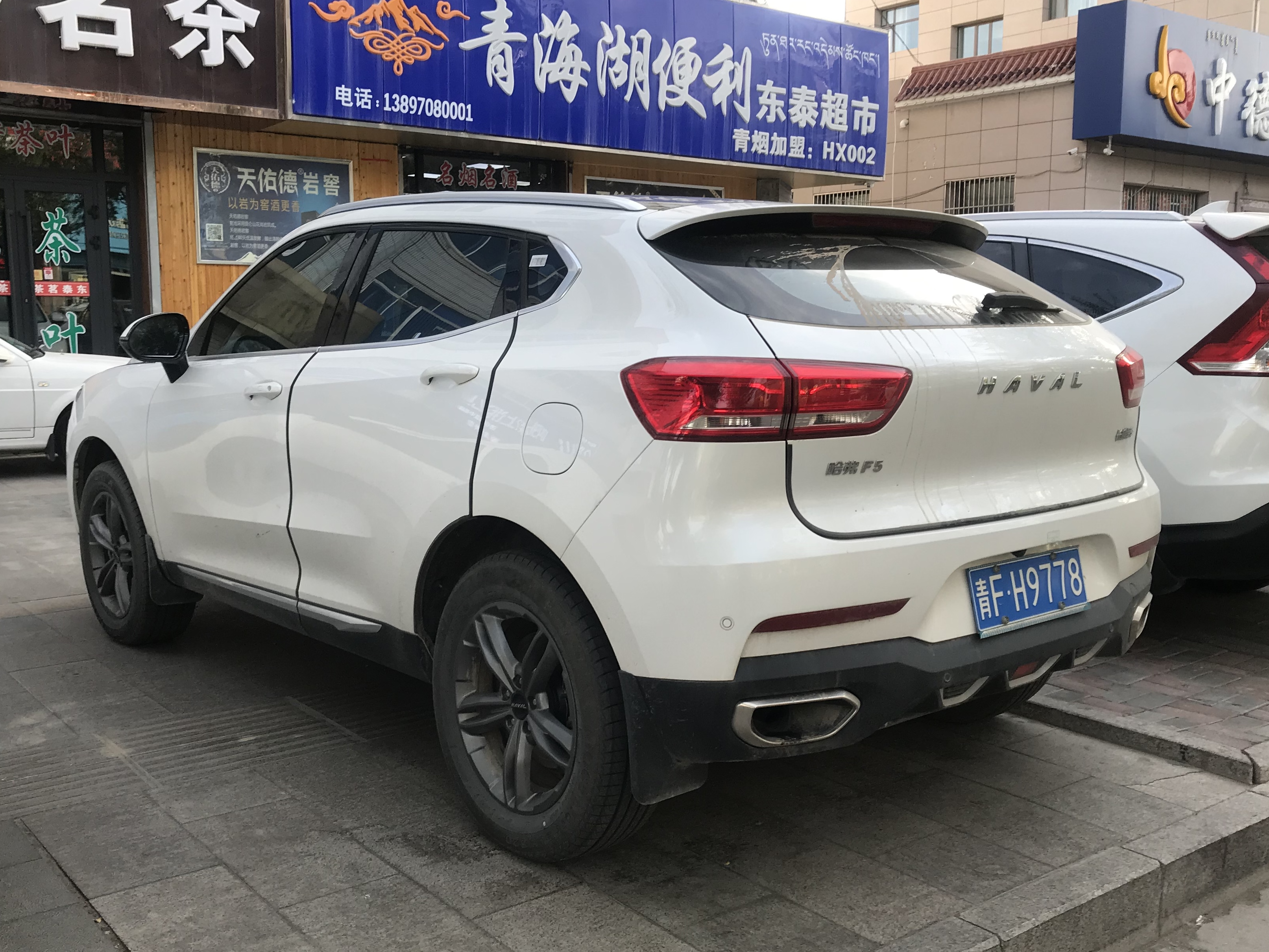
Вид ззаду

Спочатку Haval F5 був представлений як Haval Concept R, показаний на Шанхайському автосалоні 2015 року разом із Concept B. 
Ці два концепти мали на меті продемонструвати стратегію дизайну Haval у подвійній марці, причому Concept R представляв лінійку Red Label. і Concept B, що представляє лінійку Blue Label, що має різний стиль, призначений для різних клієнтів. 
Haval Concept R зрештою став Haval F5, а Concept B – другим поколінням Haval H6 Blue Label. 
Серійний Haval F5 базувався на тій же платформі, що й Haval H6 і WEY VV5,  з цінами від 100 000 до 130 000 юанів. 
Haval F5 оснащується 1,5-літровим рядним чотирициліндровим турбодвигуном GW4B15A потужністю 169 к.с. при 5000-5600 об/хв і крутним моментом 285 Нм при 1400-3000 об/хв, а двигун працює в поєднанні з 7-ступінчастою коробкою передач з подвійним зчепленням.

## Друге покоління
Станом на листопад 2020 року спалахнув патент на Haval F5 другого покоління. Друге покоління моделі було оновлено в тому ж стилі, що й третє покоління Haval H6, з подовженою колісною базою та заднім ліхтарем на всю ширину. Додаткове потенційне ім’я – Haval Kuanghuan. Оновлена модель має довжину 4450 мм, ширину 1841 мм і висоту 1618 мм, а колісна база становить 2700 мм. Двигун моделі нижчої специфікації, яку бачили, — 1,5-літровий турбодвигун GW4G15K потужністю 150 к.с.